# Шебні
Шебні (пол. Szebnie) — село в Польщі, у гміні Ясло Ясельського повіту Підкарпатського воєводства.
Населення — 949 осіб (2011).

## Історія
Первісним населенням були русини-лемки, які з часом полонізувались. Вони належали до греко-католицької парафії Ріпник Короснянського деканату.

## Демографія
Демографічна структура станом на 31 березня 2011 року:
|          | Загалом | Допрацездатний вік | Працездатний вік | Постпрацездатний вік |
| -------- | ------- | ------------------ | ---------------- | -------------------- |
| Чоловіки | 441     | 67                 | 325              | 49                   |
| Жінки    | 508     | 91                 | 288              | 129                  |
| Разом    | 949     | 158                | 613              | 178                  |